# CA 15-3
CA 15-3 – antygen będący markerem nowotworowym znajdujący zastosowanie w monitorowaniu leczenia raka piersi. Jest to mucynopodobna glikoproteina kodowana przez gen MUC-1. Produkty genu MUC1 podlegają różnej glikozylacji i w efekcie powstają różne wykrywalne antygeny, z których kliniczne znaczenie mają CA 15-3, CA 27.29 i CA 549. Antygen występuje w prawidłowych komórkach nabłonka gruczołu piersiowego i w komórkach raka piersi.

## Zastosowanie
Rak piersi
Zastosowanie CA 15-3 w wykrywaniu raka piersi jest ograniczone. Jego podwyższone stężenie obserwuje się w zależności od zaawansowania choroby w 30-40% przypadków raka piersi bez przerzutów i 70% przypadków raka piersi z przerzutami. Marker nie nadaje się do badań przesiewowych w kierunku raka piersi.
Marker, szczególnie w połączeniu z CEA jest przydatny w monitorowaniu skuteczności leczenia i rozpoznawaniu nawrotu. W pierwszym tygodniu leczenia może być obserwowalny wzrost stężenia markera niezwiązany z nieskutecznością leczenia, a spowodowany z jego masowym uwalnianiem ze zniszczonych komórek nowotworowych.
Wysokie stężenie CA 15-3 w raku piersi jest związane z gorszym rokowaniem. Podwyższone stężenie CA 15-3 jest związane z wyższym ryzykiem obecności przerzutów, choć prawidłowe stężenie nie wyklucza ich. Również wysokie stężenie markerów CA 15-3 i CEA jest związane gorszym rokowaniem.
Początkowe badania sugerowały, że CA 27.29 wykazuje wyższą czułość, jednak późniejsze badania nie potwierdzają tej tendencji.
Rak jajnika
W 50-70% przypadków raka jajnika obserwuje się podwyższone stężenie markera, jednak w 2-6% przypadków zmian łagodnych jajnika również występuje podwyższone stężenie CA 15-3.
Samodzielnie stosowany marker nie znalazł zastosowania w diagnostyce lub monitorowaniu choroby, jednak w połączeniu z CA 125 jest stosowany w różnicowaniu zmian złośliwych i niezłośliwych.
Inne nowotwory
Podwyższone stężenie CA 15-3 może towarzyszyć rakowi szyjki macicy, rakowi endometrium (trzonu macicy) i rakom niedrobnokomórkowym płuca.

## Choroby nienowotworowe i ciąża
Podwyższone stężenie CA 15-3 jest obserwowane w marskości wątroby, zapaleniu wątroby, niezłośliwych nowotworach piersi, jajnika, płuca i przewodu pokarmowego. Dwukrotny wzrost stężenia obserwuje się u kobiet w III trymestrze ciąży.